# لكمة الصفرة (حالمين)

تعديل مصدري - تعديل

لكمة الصفرة هي إحدى قرى عزلة حبيل الريدة بمديرية حالمين التابعة لمحافظة لحج، بلغ تعداد سكانها 95 نسمة حسب تعداد اليمن لعام 2004.